# Roberto Rojas (football, 1955)
Pour les articles homonymes, voir Roberto Rojas.
Roberto Rojas Tardío, né le 26 octobre 1955 à Lima et mort dans la même ville le 27 septembre 1991, est un footballeur péruvien évoluant au poste de défenseur.

## Biographie

### En club
Surnommé Cucurucho, Roberto Rojas commence sa carrière au sein de l'Alianza Lima en 1975, mais il attend deux ans avant d'être titulaire. Entre 1975 et 1985, il l'occasion de remporter à trois reprises le championnat du Pérou en 1975 puis deux fois d'affilée en 1977 et 1978. Il dispute en outre deux éditions de la Copa Libertadores en 1978 et 1979 (15 matchs en tout).
En 1986, il change de club et signe au Sporting Cristal. L'année suivante, on le retrouve au Deportivo Municipal mais il demande à revenir à l'Alianza Lima à la suite de la tragédie de Ventanilla qui voit l'équipe de ce dernier club périr dans un crash aérien. C'est ainsi qu'il joue sa dernière saison sous le maillot de l'Alianza, disputant au passage trois matchs de l'édition 1988 de la Copa Libertadores.

### En équipe nationale
International péruvien, Roberto Rojas joue 27 matchs (pour aucun but inscrit) entre 1978 et 1983.
Il participe avec cette équipe à la Coupe du monde 1978 organisée en Argentine. Lors du mondial, il ne joue qu'un seul match, face à l'équipe locale.

### Décès
Roberto Rojas meurt le 27 septembre 1991 à la suite d'un accident de la route à Lima.

## Palmarès
Alianza Lima
- Championnat du Pérou (3) :
  - Champion : 1975, 1977 et 1978.